# Anolis punctatus
Anolis punctatus este o specie de șopârle din genul Anolis, familia Polychrotidae, descrisă de Daudin în anul 1802.

## Subspecii
Această specie cuprinde următoarele subspecii:
- A. p. punctatus
- A. p. boulengeri